# Castello di Pont-Saint-Martin
Il castello di Pont-Saint-Martin, detto anche castellaccio o castello vecchio (in francese, Châtelard o Château vieux), sorge su di un'altura morenica a dominare il borgo di Pont-Saint-Martin, in Valle d'Aosta. Posto all'imbocco della destra orografica della valle del Lys, venne costruito in una posizione strategica sia per il contatto visivo con la torre di Pramotton che per l'invio di segnali luminosi da un presidio all'altro della valle a scopo difensivo. Abbandonato secoli fa, è ridotto a rudere e meta di passeggiate da parte degli appassionati di trekking.

## Architettura
Sul lato est del complesso, oggi in rovina, il castello fin dalle origini era caratterizzato da un mastio a pianta esagonale, forma anomala per il panorama dei castelli valdostani, ma paragonabile al mastio della vicina Torre di Pramotton e per Francesco Corni ispirato dai castelli inglesi di Caernarfon e Arundel. Questo nucleo originario, poco confortevole e inadatto a una funzione abitativa, veniva usato saltuariamente e solo in caso di arrocco.

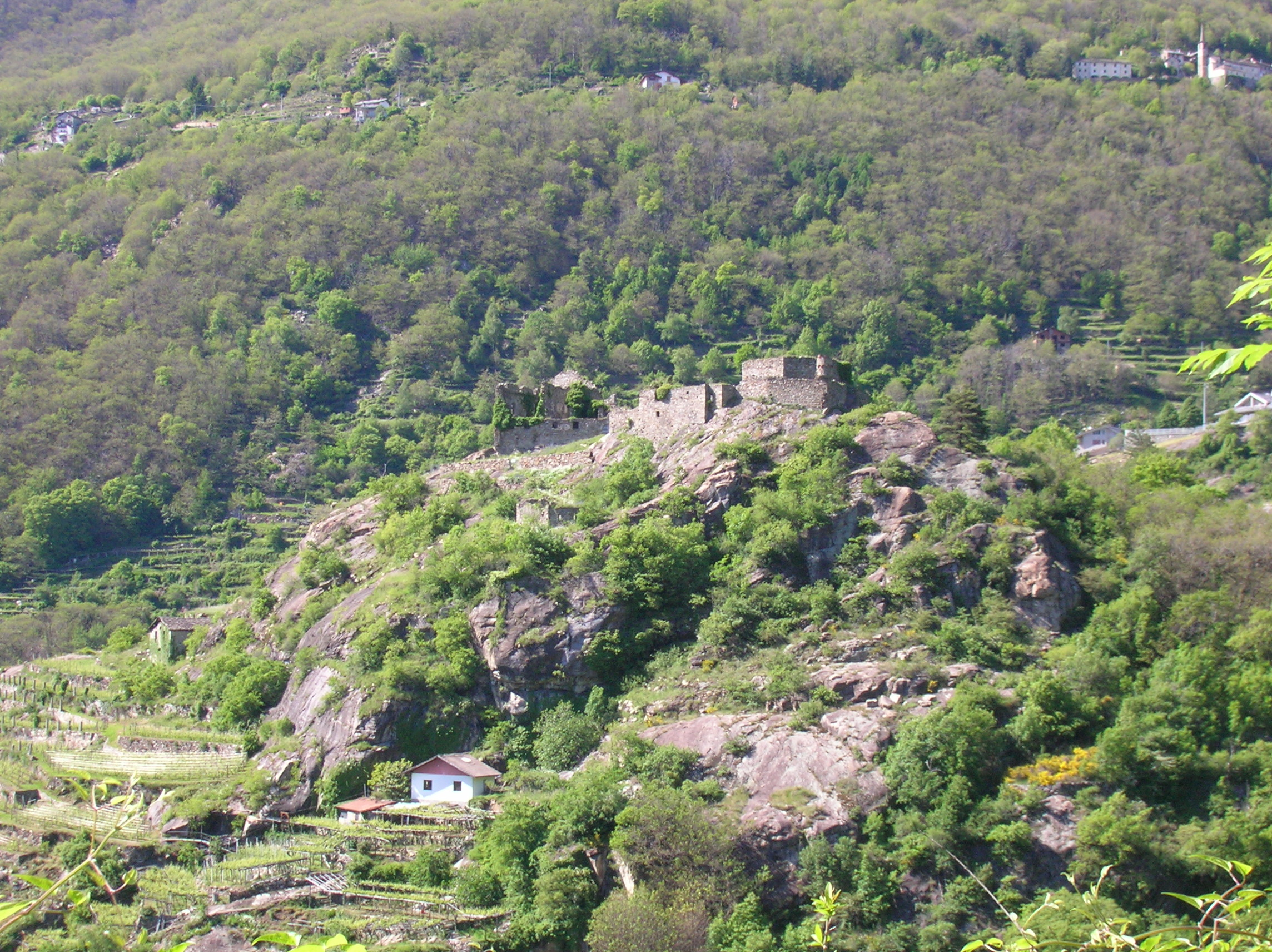
Il castello visto dall'alto.

Adattandosi alla morfologia del promontorio, formato da rocce lisciate dal ghiacciaio quaternario che dirupano a levante, le mura di cinta avevano forma irregolare e si aprivano con un accesso di facile controllo sul lato meridionale, in concomitanza dell'unico e stretto passaggio obbligato consentito dal territorio.
All'interno delle mura, a ponente, si leggono ancora le strutture più propriamente abitative, come la cappella e la cucina di cui resta la volta a cupola con un foro centrale per dar sfogo al fumo dell'alto camino e che ricorda per dimensioni quella conservatasi al castello di Introd. Ad uno spigolo del castello resta svettante, curiosamente, una torretta cilindrica pensile, decorata da una serie di archetti ciechi che mostra somiglianze con lo stile decorativo dei castelli piemontesi costruiti intorno ai primi del Quattrocento.

A parte questi particolari, è ancora valida la descrizione data del castello da Carlo Passerin d'Entrèves:

Piantina del castello (Carlo Nigra)
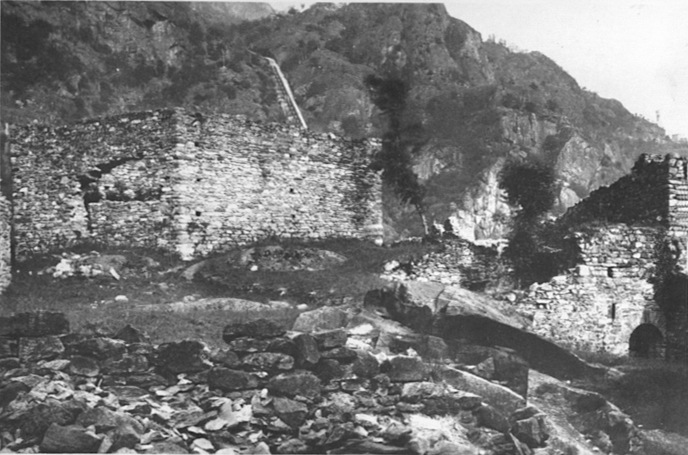
Interno e torre esagonale (Carlo Nigra)
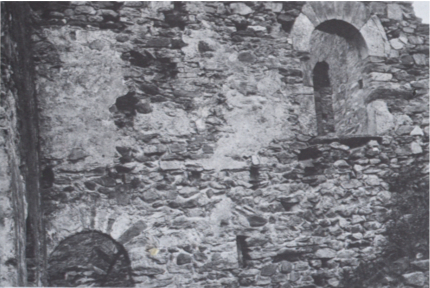
Padiglione interno di ponente del castello (Carlo Nigra)

## Storia
Il castello appartenne ai nobili di Pont-Saint-Martin, un ramo dei Bard, costituitisi con questo nome il 19 luglio 1214, allorché i fratelli Hugues de Bard e Guillaume de Pont-Saint-Martin firmarono un accordo e si spartirono i beni di famiglia rendendo i loro possedimenti indipendenti e autonomi: Guillaume eredita i possedimenti di Pont-Saint-Martin e di Arnad, ma in breve tempo il feudo di Arnad sarà preso dai Vallaise, mentre il feudo di Bard andò al fratello Hugues. I Savoia cercarono di impadronirsi di entrambi i feudi, ma riuscirono a conquistare solo le terre di Hugues de Bard. Fino al 1337 gli eredi di Guillaume non vollero sottomettersi ai conti, attaccando a più riprese il castello di Bard.

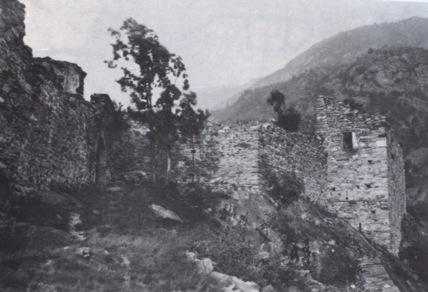
L'ingresso meridionale del castello (foto Carlo Nigra).

Non si hanno notizie sicure della sua edificazione, avvenuta probabilmente a più riprese nel XIV secolo anche se alcuni autori fanno risalire la sua prima edificazione al XII secolo.
Nel 1447 Antoine de Pont-Saint-Martin subì un breve esproprio da parte del duca di Savoia Amedeo VIII, per contrasti tra i due. Ancora in mano ai Savoia, il castello cadeva già in rovina attorno al 1460, quando i figli di Antoine - Bertrand, Jacques, Ardisson e François de Pont-Saint-Martin - chiesero ai Savoia di poter ristrutturare il maniero. Nel 1466 il castello tornò in mano alla famiglia, ed è probabile che a partire da quella data diedero il via ai lavori di consolidamento.
Il castello fu abbandonato (forse nel XVI secolo) a favore della casaforte in paese quando l'ingentilirsi dei costumi rese l'alto maniero troppo scomodo e fuori mano per le mutate esigenze dei signori. Con la mala gestione di Ercole di Pont-Saint-Martin, che ipotecò tutti i beni, la famiglia andò definitivamente in rovina.
L'amministrazione comunale intende valorizzare l'area; è in corso l'acquisizione dei terreni dai privati per poter dar via ad un'opera di consolidamento della struttura e una messa in sicurezza del sentiero.

## Accesso
Partendo dal borgo e lasciandosi il ponte romano alle spalle, si sale per un tratto lungo la mulattiera per Perloz e il santuario di Notre-Dame-de-la-Garde, quindi svoltando a destra si prende per un ripido sentiero tra i vigneti e in meno di mezz'ora di cammino si arriva alle rovine del castello.